# Malik Alhassan Yakubu
Alhaji Malik Alhassan Yakubu (auch: Malik Yakubu) ist einer der führenden Politiker der New Patriotic Party in Ghana. Er ist zweiter Stellvertreter des Parlamentssprechers Ebenezer Sekyi-Hughes nach Freddie Blay (Stand im Jahr 2013).
Er ist im Parlament Mitglied für den Wahlkreis Yendi (ebenfalls 2013).